# Баклановские
Баклановские (Боклановские, пол. Bakłanowski) — древний дворянский род.
Ведёт начало с XV века, в Гербовнике упомянута о жалованная грамота (1552).
При подаче документов (02 мая 1686), для включения рода в Бархатную книгу, была предоставлена родословная роспись Баклановских.

## История рода
Родоначальник их Иван Васильевич Баклановский, упоминается в головах по стрелецкому войску (1554).
Баклановские выслужились из дьяков, и Иван Афанасьевич Баклановский был первым видным лицом по службе.
Сын его, Иван Иванович, был в войске князя М. В. Скопина-Шуйского начальником артиллерии, при царе Михаиле Фёдоровиче, воеводой в Тихвине (1615). С воеводства послан послом в Данию (1617) и Голландию (1618). По возвращении, был на воеводствах в Твери (1620), Туринске (1625—1627), Путивле и Шацке. Второй судья московского Судного приказа (1631). Вторично ездил в Данию нанимать ратных людей и техников в русскую службу (1632). По возвращении назначен первым судьей (управляющим) Приказа Большой казны (1634) и, вероятно († 1640-х). От брака с Евдокией Ивановной Баскаковой, Иван Иванович Баклановский имел сына Ивана.
Иван Иванович Баклановский 2-й род. (в первых годах XVII в., † 1680 на воеводстве в Ярославле), стольник патриарха Филарета (1627), стряпчий (1629), воевода в Калуге (1644), потом, в Кашине, посол к римскому цезарю (1654) и по возвращении (1655) произведён в думные дворяне, когда ожидался поход шведов к Тихвину послан воеводою (1657), управлял приказами: Пушкарским и Большой казны (1670), послан на воеводство в Олонец, для охраны этого края от шведов. От брака с вдовой генерала Менгдена, Иван Иванович детей не оставил. Потомство оставили его братья, бывшие воеводами же: дворянин московский Василий Иванович (1640) и Яков Иванович, которые воеводствовали одновременно с отцом: Василий Иванович — в Михаилове (1631—1633), а Яков Иванович — в Кашине (1635—1639).

## Описание герба
В щите имеющем красное поле изображено золотое Колесо, на котором в верху вместо одного звена поставлен возвышенный серебряный Крест.
Щит увенчан обыкновенным дворянским Шлемом с дворянскою на нём Короною и тремя Страусовыми перьями. Намёт на щите красной, подложенный золотом.

## Известные представители
- Баклановский Иван Иванович — патриарший стольник (1627—1629), стряпчий (1629—1640).
- Баклановский Герасим Васильевич — стряпчий (1658—1676), московский дворянин (1692).
- Баклановский Павел Фёдорович — московский дворянин (1681).
- Баклановский Андрей Львович — стряпчий (1676), стольник (1686—1692).
- Баклановский Игнатий Яковлевич — стряпчий (1676), московский дворянин (1692).
- Баклановские: Дмитрий Васильевич и Василий Иванович — московские дворяне (1636—1640).
- Баклановский Иван Дмитриевич стольник (1686—1692).
- Баклановский Иван Львович — стряпчий (1692)[4].